# Orbitolinopsis
Orbitolinopsis es un género de foraminífero bentónico de la subfamilia Dictyoconinae, de la familia Orbitolinidae, de la superfamilia Orbitolinoidea, del suborden Orbitolinina y del orden Loftusiida. Su especie tipo es Orbitolinopsis kiliani. Su rango cronoestratigráfico abarca desde el Barremiense hasta el Aptiense inferior (Cretácico inferior).

## Discusión
Clasificaciones previas incluían Orbitolinopsis en el suborden Textulariina del orden Textulariida o en el orden Lituolida.

## Clasificación
Orbitolinopsis incluye a las siguientes especies:
- Orbitolinopsis aquitanica †
- Orbitolinopsis buccifer †
- Orbitolinopsis capuensis †
- Orbitolinopsis cuvillieri †
- Orbitolinopsis debelmasi †
- Orbitolinopsis elongata †
- Orbitolinopsis flandrini †
- Orbitolinopsis kiliani †
- Orbitolinopsis nikolovi †
- Orbitolinopsis praesimplex †
- Orbitolinopsis senonicus †
- Orbitolinopsis subkiliani †

Otra especie considerada en Orbitolinopsis es:
- Orbitolinopsis neoelongata †, de posición genérica incierta